# 山岡賢次
山岡 賢次（やまおか けんじ、1943年〈昭和18年〉4月25日 - ）は、日本の政治家。
衆議院議員（5期）、参議院議員（2期）、法務政務次官（竹下内閣）、大蔵政務次官（第2次海部内閣）、国家公安委員会委員長（第84代）・内閣府特命担当大臣（消費者及び食品安全担当）・拉致問題担当大臣（野田内閣）、衆議院農林水産委員長、自由党国会対策委員長（第4代）、民主党副代表、民主党国会対策委員長（第13代）、国民の生活が第一代表代行などを歴任。1987年までは「藤野賢二」の名前で政治活動を行っていた。

## 概要

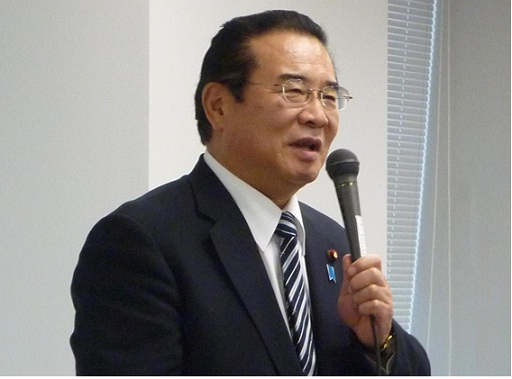
2012年1月5日、内閣府消費者委員会事務局職員と消費者庁職員に訓示

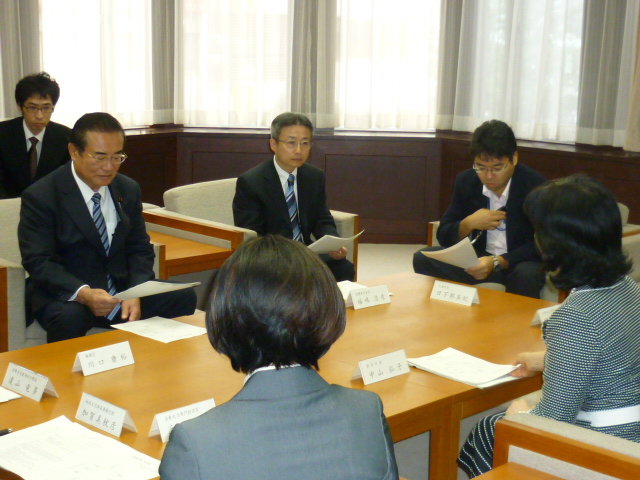
2011年10月19日、消費者庁長官福嶋浩彦（奥右）、新宿区区長中山弘子（手前右）らと意見交換

城北高等学校を経て慶應義塾大学法学部政治学科卒業後、安田生命の人事課、アメリカ留学を経て1983年（昭和58年）の第13回参議院議員通常選挙に自由民主党公認で当選し政界入りした。自民党では清和会（福田赳夫→安倍晋太郎派）に所属していたが、1991年（平成3年）に加藤六月が率いる政眞会（加藤グループ）の旗揚げに参加。
1993年（平成5年）の第40回衆議院議員総選挙で衆議院議員に転身し、翌1994年（平成6年）、加藤六月と共に自民党を離党し新生党へ入党した。新生党の解党とともに新進党入りしたが、1996年（平成8年）、第41回衆議院議員総選挙で落選した。4年後の2000年（平成12年）、第42回衆議院議員総選挙では自由党から立候補し、比例北関東ブロックで当選し政界に復帰。2003年（平成15年）の民由合併にともない民主党入りし、以後、自身の選挙区である、比例北関東ブロックで当選を重ねた。2009年（平成21年）の第45回衆議院議員総選挙では小選挙区で当選した。
野田内閣で国家公安委員会委員長兼内閣府特命担当大臣（消費者及び食品安全担当）、拉致問題担当大臣に任命され、初入閣したが、第179回国会の会期末である2011年（平成23年）12月9日に野党が提出した問責決議案が可決された（同時に一川保夫防衛大臣の問責決議も可決）。任命者である野田佳彦内閣総理大臣は更迭しない方針を明言し、辞任はしなかったが、2012年（平成24年）の野田改造内閣発足に伴い退任した。同年12月16日の第46回衆議院議員総選挙では日本未来の党から立候補するも小選挙区で敗北、比例復活もならず落選。2013年（平成25年）7月21日の第23回参議院議員通常選挙では生活の党の公認を受け、比例区に立候補したが、生活の党は1議席も獲得できなかったため落選した。

## 来歴

### 山岡荘八の秘書
1970年（昭和45年）、作家・山岡荘八こと藤野庄蔵の後妻の連れ子・秀江と結婚。藤野庄蔵の後妻の婿養子となる。荘八の秘書として晩年行動を共にし、作品の管理などに務めたとされる。山岡は自身の公式サイトで、荘八について「国民のための政治と真の平和を切望し、その遺志を息子山岡けんじに託し71歳の鮮烈な生涯を閉じた」と記している。

### 政治家として
1992年3月20日に足利市で催された「山岡賢次を励ます『春分の日の集い』」で演説を終えた金丸信と山岡が壇上で握手している最中に、金丸が右翼の男から銃撃を受けているが、弾は全て誰にも当たらなかった。小沢一郎とは新生党時代から政治行動を共にし、小沢と自民党など他党の幹部との連絡役を務めた。自由党時代、小沢側近の中で自自連立に最後まで反対した。

### 鳩山・菅内閣
2009年（平成21年）の第45回衆議院議員総選挙により発足した鳩山内閣において、国会対策委員長に留任。11月の衆院予算委員会についての「何があっても3日間で終えるつもりだ。（野党が）邪魔をするなら国民生活を守るため、強行でも法案は可決していくという固い決意でこの国会に臨む」と発言。
2010年（平成22年）6月の鳩山首相辞任を受け、発足した菅直人新執行部では、党副代表兼広報委員長に就任（後任の国対委員長は樽床伸二）。いわゆる「脱小沢」人事の一環とされた。2010年9月民主党代表選挙では小沢一郎擁立に奔走した。代表選で小沢は菅に敗れ、新執行部で山岡は副代表に留任、広報委員長は退任した（後任の広報委員長は大塚耕平）。

### 野田内閣

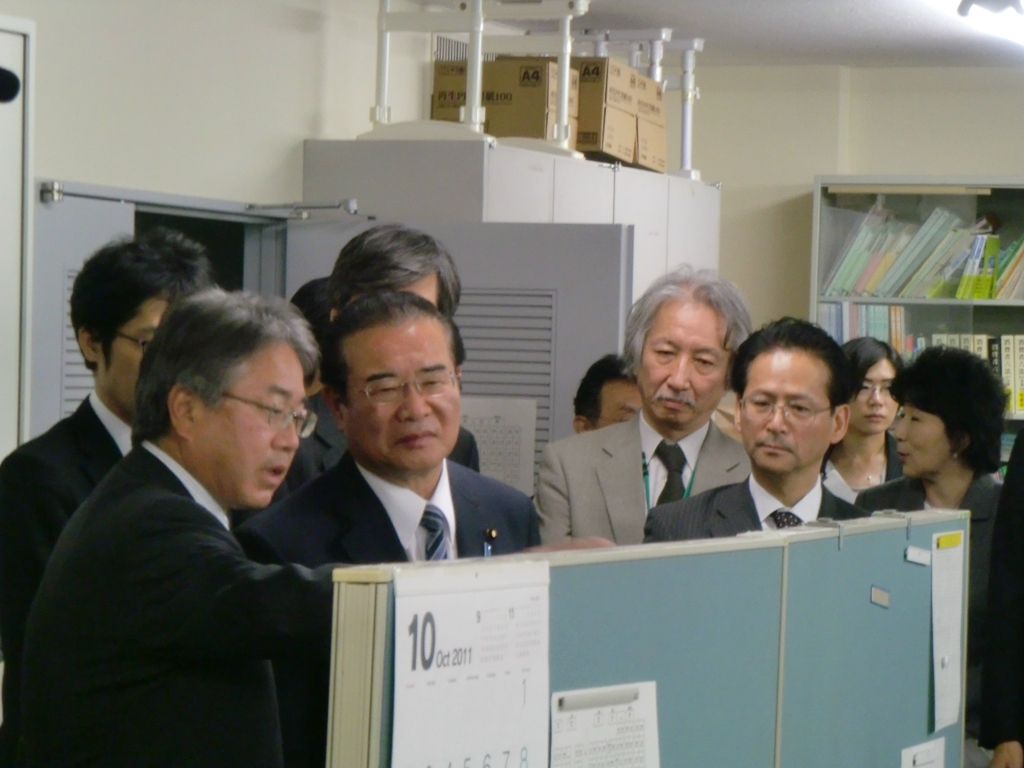
2011年10月19日、国民生活センター東京事務所を視察

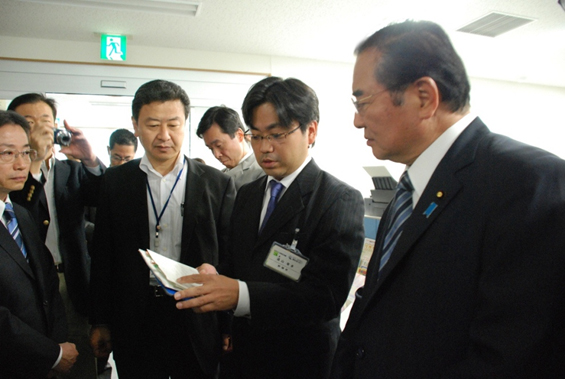
2011年10月19日、新宿消費生活センターを視察

2011年（平成23年）9月の野田内閣発足にともない、国家公安委員会委員長、内閣府特命担当大臣（消費者及び食品安全担当）に就任した。また、国務大臣としての所管事項として「北朝鮮による拉致問題の早期解決を図るため企画立案及び行政各部の所管する事務の調整」を担当する。9月4日、拉致被害者家族会の集会に出席。「国際社会の動き等をふまえ、総合的に判断していく考えには変わりがありません」と述べたことに対し「原稿棒読みして、心で言ってないんか」などの野次が飛んだ。10月28日の参院消費者問題特別委員会で山岡がパチンコ・チェーンストア協会の「政治分野アドバイザー」としてパチンコ業界が掲げる換金の合法化や株式公開を支援していることが問題視されると、山岡は「ただちにやめさせていただく」と答弁した。
2012年（平成24年）1月の野田改造内閣発足にともない、国務大臣を退任。1月24日、民主党副代表に就任。2月23日、衆議院本会議において、永年在職議員の表彰を受ける。
同年2012年の消費増税をめぐる政局では、6月26日の衆議院本会議で行われた消費増税法案の採決で、党の賛成方針に反して反対票を投じた。その後、小沢らとともに民主党を離党して新党、新会派を結成する準備を進め、7月2日に衆議院40人、参議院12人計52人の離党届を幹事長輿石東に提出した（山岡が離党届の提出前に離党意思の最終確認をしなかったために階猛・辻恵が同日中に離党届を撤回し、離党者は衆議院で38人となり衆参計50人となった）。民主党は7月3日の常任幹事会で離党届を受理せず除籍処分とする方針を決定し、7月9日の常任幹事会で正式決定した。これを受け、7月11日に新党「国民の生活が第一」の結成大会を行い、代表代行に就任した。
2012年（平成24年）12月16日に行われた第46回衆議院議員総選挙では、民主党時代の地元支持組織も失い得票率12.3%で落選し、比例復活も出来なかった。
2013年（平成25年）7月21日に行われた第23回参議院議員通常選挙では、生活の党より比例区に立候補したが落選した。
2019年（令和元年）5月21日発令の春の叙勲で、旭日大綬章を受章。

## 政策

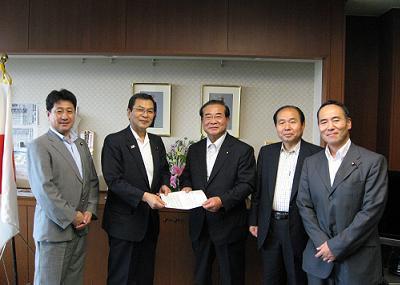
2011年6月29日、左から田城郁、大畠章宏国土交通大臣、山岡、福田昭夫、石森久嗣

2009年総選挙の政策アンケートで、永住外国人の地方参政権に「どちらかと言えば賛成」と返答。
2010年（平成22年）1月9日、川上義博参院議員の会合で「日本は一国至上主義でやってきたが、これからはそういうわけにはいかない。あらゆる国の人が結集するのが強い。アメリカ合衆国みたいにしないと日本の明日はない」と述べた。1月12日に民団の新年会で「党で決定した外国人参政権法案を党の国対委員長として、今国会で必ず実現するように、全力を挙げて取り組んでまいりたい」と述べた。
2010年（平成22年）3月18日、韓国大使館で権哲賢駐日韓国大使と会食し、「（外国人参政権は）参院選があるからできないが、選挙が終わったらやる」と述べた。

### ネットワークビジネス推進
山岡はネットワークビジネスと称している。ネットワークビジネス推進連盟理事長と対談していることやイベントで「究極のフレックスタイムの正規の職業というのがこのネットワークビジネスだ」と演説していることから、J-CASTは「山岡議員はマルチ商法を一貫して応援していたかのようにも見える」と指摘している。

### 普天間基地移設問題
2010年（平成22年）5月6日、民主党本部で開催された「女性議員ネットワーク会議」で、「普天間や政治とカネの話は直接国民の生活には影響しない」「子ども手当は大きな評価を得ているが、普天間でかき消されている状態で残念だ。地方に行くと、普天間は雲の上のお話」と述べた。これに対し、会議に出席していた沖縄県糸満市の市議会議員・伊敷郁子は、「普天間の問題は、私たちにとって生活を破壊される大きな問題。県民を冒涜しているように聞こえる」「民主党は国民生活が第一なのに、私たち県民は国民でないのか。言わずにはおれなかった」と抗議をおこない、山岡は発言を撤回した。

## 不祥事

### 日本銀行人事圧力問題
一橋大学大学院商学研究科教授の渡辺博史が日本銀行副総裁候補として取り沙汰されるなか、山岡が渡辺の留守番電話に「民主党は反対するとお伝えしておく」との伝言を残し、間接的に辞退を促していたことが明らかになった。
2008年（平成20年）4月8日、参議院議院運営委員会で日本銀行副総裁候補として渡辺の所信聴取と質疑応答が行われた際、参議院議員西田昌司が「民主党幹部が『あなたの人事に反対なので伝えておく』と電話したという話がある」と質問した。渡辺は「答えを差し控える」と回答しており、その真偽は明らかにしなかったが、同日、民主党側は電話の主が山岡だったと認めた。
この電話は、内閣が渡辺を副総裁候補として衆議院や参議院に提示する前にかけられており、自民党から「人事案の決定前に、国会議員が候補者に反対だと直接伝えるのは、辞退するよう政治的圧力をかけたようなものだ」と指摘されている。西田も渡辺への質疑の際に「事実なら人事への政治介入で重大問題だ」と指摘し、自由民主党国会対策委員長大島理森が山岡の参考人招致の検討を表明した。与党からは懲罰動議に該当する行為と指摘された。

#### 問題の背景
もともと民主党は2008年（平成20年）2月時点で渡辺を総裁候補の筆頭として挙げており、自由民主党幹事長伊吹文明と民主党幹事長鳩山由紀夫が協議したうえで渡辺を副総裁候補とすることで合意を目指していたが、山岡は「与野党の日銀に関する交渉の公式ルートは俺だ」と主張し反対する意向を示していた。
その後、幹事長の鳩山だけでなく、民主党副代表前原誠司、同意人事検討小委員長仙谷由人らが相次いで渡辺の副総裁就任の支持を表明し、民主党の党内で「容認論が大勢となりつつあった」段階で、山岡は渡辺に対し電話を掛けている。電話を掛けた理由について、山岡は「所信聴取前に傷つかないように思いやって言っただけ」と語っているが、マスコミからの取材に対しては「プライベートなので答えられない」として回答を拒否し、謝罪等も行わなかった。

#### 発覚後の経過
4月9日、衆参両院の議院運営委員長である笹川尭と西岡武夫が会談し、両院合同代表者会議で山岡の事情聴取を行うと決定した。西岡は山岡に出席するよう要請したが、山岡は「プライベートなことなので、話すことはない。呼ばれるいわれはない」と拒否する意思を示した。しかし、党内外から批判が続出したことから山岡は出席する意向を示したが、今度は方式などで自民・民主両党間での調整がつかず、笹川と西岡は事情聴取を無期延期とした。これに対し、自民党の衆議院議員59名が「事実とすれば行政権に対する国会の過剰介入」として山岡への証人喚問を要求する要望書を提出するなど反発が強まり、自民・公明両党は、山岡が今後も説明を拒む場合は政治倫理審査会に召喚することを合意した。しかし審査会は開かれず、召喚もされなかった。

### 社会福祉協議会への圧力問題
山岡が会長を務めた「流通ビジネス推進議員連盟」が、マルチ商法から市民を保護する活動を行っていた社会福祉協議会に対し、山岡会長名義で抗議の意見書を送付していたことが明らかになった。

#### 問題の経緯
2006年（平成18年）10月15日、伊賀市社会福祉協議会（三重県伊賀市）が、毎月定期発行している広報誌の中で、マルチ商法への注意を呼びかけた。
ところが、2007年（平成19年）2月28日、流通ビジネス推進議員連盟は「（記事が）業界すべてが悪いとの印象を読者に与えかねない」と主張する意見書を作成し、伊賀市社会福祉協議会に送付した。この意見書は、流通ビジネス推進議員連盟の会長の山岡、事務局長の前田雄吉および牧義夫の連名で作成されており、議員名と事務所住所を記載した封筒により、国会内郵便局から発送されていた。また、同議員連盟を支援する「流通ビジネス推進政治連盟」も同日付で伊賀市社会福祉協議会に対し抗議書を送付しており、訂正広告の掲載や謝罪を要求し、条件を受け入れないなら「法的に処断する」と主張している。

#### 社会福祉協議会の主張
伊賀市社会福祉協議会の事務局長は「（活動をやめろという）脅迫だと思った。国会議員からだったのは驚いた」とし「議員の良識を疑う」と主張し、記者会見においても「脅迫に近いと感じた」と述べるなど、2連盟を厳しく批判した。伊賀市社会福祉協議会の広報誌担当職員も「だまされている人を救うためなのに、なぜ抗議をうけなければならないのか。国会議員がする仕事とは違う」と批判している。

#### 議員連盟の主張
マスコミからの取材に対し、山岡の事務所は「当方にはこの文書を出した認識はありません、山岡の名前が無断で使われたものと認識しております。」と主張しているが、前田から「私が作ったが、山岡さん、牧さんには秘書を介して相談をした記憶がある」と指摘されている。また、牧は「協議会の団体名も、抗議文も初めて見た。こんな風に名前が使われるとは夢にも思わなかった」が「議連への入会を承諾した以上名前が独り歩きしても仕方がない」として謝罪している。2008年、流通ビジネス推進議員連盟は「健全なネットワークビジネスを育てる議員連盟」（後に解散）に改称し、山岡は顧問を務めた。同様に、流通ビジネス推進政治連盟も「ネットワークビジネス推進連盟」に改称している。

#### その後の展開
なお、伊賀市社会福祉協議会は、マルチ商法だけでなく、催眠商法など他のさまざまな悪徳商法への対策にも尽力している。悪徳商法に対する取り組みは高く評価されており、2011年6月には、消費者庁の「消費者支援功労者表彰等」で「内閣府特命担当大臣表彰」を受けている。奇しくもその3か月後、野田内閣の発足にともない、消費者庁を所管する内閣府特命担当大臣（消費者及び食品安全担当）に山岡が就任することになった。

## 政治資金

### 資金
2009年（平成21年）1月23日、栃木県真岡市の福田武隼市長から山岡の関係者が役員を務めていた会社の口座に、福田が理事長を務める医療法人へのコンサルタント料名目で計405万円が支払われたことが判明した。コンサルタントの実態はなく、福田は自身が2001年の市長選に立候補した際に山岡の公設秘書らが選挙活動を手伝ったことに対して要求された報酬と認めた。この口座にはマルチ商法関連業者からの入金があることも判明し、不透明な資金と指摘されている。

### 献金
2011年（平成23年）9月8日、山岡の資金管理団体と代表を務める民主党栃木県第4区総支部が、ネットワークビジネス推進連盟とマルチ商法業者2社から2005年からの4年間で計254万円の政治献金を受領していたことが判明。山岡は会見で「合法的に運営されているビジネスと認識しているが、誤解を受けないように（現在は献金を）受け取らないようにした」と述べた。

### 使途不明な組織対策費
日本共産党の機関紙しんぶん赤旗は2010年（平成22年）1月13日、小沢一郎が民主党代表に就いていた2006年から2008年の間、党本部から党財務委員長だった山岡ら4人に「組織対策費」として計約23億円が支出されていることが判明したと発表。使途不明な支出であり原資には政党助成金が含まれている可能性もあるとして、明確な説明を求めている。

## 語録
「アイヌ人は蛮族」
2007年（平成19年）10月31日、自民党の大島理森国対委員長と会談した際、「私らはアイヌ人の血を引く蛮族だ」と発言した。山岡は記者会見で「冗談だ。差別につながるような言葉は取り消したい。私は、栃木県真岡市に住んでいる。真岡という言葉はもともとアイヌ語だ。誇りに思い、代表として言っていると解釈していただきたい」と釈明した。アイヌ民族に関する自らの認識は、「日本の先住民族だ。同じ日本人である、ということで特に（差別的に）意識をしたことはない」と釈明した。尚、真岡という言葉がもともとアイヌ語だという主張は定説にはなっていない。
「小沢は私の指揮下」・「小沢は時々三振する」
2008年（平成20年）5月2日、沖縄県浦添市での講演で「国対委員長は野球で言うと監督。小沢一郎さんはうちの4番バッターで監督の指揮下にあるが、あの人は時々三振をするもんですから、その穴埋めをする監督も大変です」「三振もするが、知名度もカリスマ性も我が党では一番ある」と発言した。
「がん患者のモルヒネと同じ」
2008年（平成20年）8月31日、山岡はフジテレビの番組に出演し、政府・与党が決めた総合経済対策について「選挙目当てのばらまきだ。がん患者にモルヒネを打つような話で、一時的にはいい気持ちになるが、長期的に見ると体をむしばむ」と批判した。これに対し、医療関係者などから「モルヒネは適切に使用する限り患者に悪影響を与える事は無い。山岡氏の発言はまったくの誤解によるもの」との声が挙がった。
「仕組まれた陰謀。手段を選ばず選挙に勝ちたいと」
2009年（平成21年）3月3日、西松建設事件をめぐる政治資金規正法違反容疑で東京地検特捜部が小沢一郎の秘書を逮捕した件について。
「与党の政策は民主党の盗作」
2009年（平成21年）4月8日、国会内で開かれた国対役員の会合で、公明党の提案が提案した追加経済対策「子どもと家族応援手当」について「一言で言えば自公『パクリ』（盗作）政権。恥も外聞もなく、民主党が政権を取ってやらんとしていることをパクりまくっている」と批判した。
「もしも会えなければ中国の皆さんの感情は非常に傷つけられたのではないか」
2009年（平成21年）12月15日に行われた中国の習近平国家副主席と天皇の会見（天皇特例会見）について、「政治利用というよりも、本当の親善という意味では非常に良かったのではないか。もしも会えなければ中国の皆さんの感情は非常に傷つけられたのではないか」と述べた。
「こんなことをしても国民生活は良くならない。ワイドショー劇場には一切応じない」
2010年（平成22年）1月9日、鳥取市内での講演。自民党が「政治とカネ」をめぐる追及で、民主党の小沢幹事長や鳩山首相の実母（鳩山安子）らの参考人招致を求める構えを見せていることに対して。
「子ども手当を支給すれば支持が回復する」
2010年（平成22年）1月18日、国会内での会議で民主党への支持率下落について「子ども手当法案が通って生活に影響してくるとなれば、また大きく変わってくる」と述べ、子ども手当を支給すれば支持が回復するとの見通しを示した。これに対し出席者からは「バラマキすれば支持が戻るとは国民を愚弄した話」と指摘する声も出た。（2010年1月18日、読売新聞）
「石川議員の起訴は秘書時代の問題だから審議に値しない」
小沢一郎幹事長の資金管理団体の政治資金規正法違反事件で起訴された同党の石川知裕衆院議員の進退について野党からの辞職勧告決議案について聞かれた時の発言。
「（菅政権誕生の日の朝）今回は暫定ですから」
2010年（平成22年）6月4日、フジテレビ「とくダネ!」に出演しての発言。小倉智昭の「（民主党の新代表を）2日間で決めるのは、日程にかなり無理があるのではという見方がある」との投げかけに対し、「鳩山さんは9月まで任期があり、その時まできちんとやるのがスジだったが、急きょ交代となった。従って、急きょなんで、今回は暫定ですから。会期末で法案もたまっているし、できるだけ早く、ご迷惑をかけないようにしてやらないと」と山岡は答えた。山岡のコメントに小倉は「暫定の総理大臣？」と語った。
「言葉が適当かどうか分からないが、ノーズロ状態なので、情報セキュリティー対策の重要性を周知する」
2011年（平成23年）10月28日の衆議院内閣委員会において、公明党の高木美智代によるスマートフォンの不正アクセス対策への答弁。無防備という意味でのノーズロ発言だったが、抗議を受け後日撤回した。
「ユーロは破綻するんじゃないかと内心思っている。そうなると中国のバブルも破裂する可能性がある」「金融・経済の大津波がやってくる」
2012年（平成24年）1月5日、国務大臣の一員として内閣府職員に年頭の訓示をした際に、「ユーロは破綻するんじゃないかと内心思っている。そうなると中国のバブルも破裂する可能性がある」と述べた。更に、「金融・経済の大津波がやってくる」などと金融・経済危機を3度も「津波」に例えた。この発言は「東日本大震災の被災者をバカにしている」と野党や世論の批判を受け、翌6日の閣議後の記者会見で「誤解を与えるようなら撤回することはやぶさかではない」と自身の発言を事実上撤回した。

## 略歴
- 1943年（昭和18年）
  - 出生。
- 1966年（昭和41年）
  - 3月 - 慶應義塾大学法学部卒業。
  - 4月 - 安田生命入社。
- 1983年（昭和58年）
  - 6月26日 - 第13回参議院議員通常選挙（比例区・自由民主党公認）当選。清和会入会。
- 1987年（昭和62年）
  - 11月6日 - 竹下内閣の法務政務次官に就任[注釈 1]。
- 1989年（平成元年）
  - 7月23日 - 第15回参議院議員通常選挙（比例区・自民党公認）2期目当選。
- 1990年（平成2年）
  - 2月28日 - 第2次海部内閣の大蔵政務次官に就任[注釈 2]。
- 1991年（平成3年）
  - 10月 - 清和会を離脱し、政眞会結成に参加。
- 1993年（平成5年）
  - 7月13日 - 第40回衆議院議員総選挙（旧栃木2区・自民党公認）当選。
  - 自民党離党。
- 1994年（平成6年）
  - 新生党入党。
  - 12月10日 - 新生党解散、新進党結成。結党に参加し筆頭副幹事長などを務める。新進党の分裂後は自由党に参加し、国会対策委員長、党副幹事長などを歴任。
- 1996年（平成8年）
  - 10月20日 - 第41回衆議院議員総選挙（栃木4区・新進党公認）落選。
- 2000年（平成12年）
  - 6月25日 - 第42回衆議院議員総選挙 比例北関東ブロックで2期目当選（自由党公認、栃木4区では落選）。
- 2003年（平成15年）
  - 11月9日 - 第43回衆議院議員総選挙 比例北関東ブロックで3期目当選（民主党公認、栃木4区では落選）。
- 2005年（平成17年）
  - 9月11日 - 第44回衆議院議員総選挙 比例北関東ブロックで4期目当選（民主党公認、栃木4区では落選）。財務委員長を歴任。党栃木県総支部連合会副代表。
- 2007年（平成19年）
  - 8月 - 党国会対策委員長に就任。
- 2009年（平成21年）
  - 8月30日 - 第45回衆議院議員総選挙 栃木4区で5期目当選（民主党公認）
  - 10月 - 党国会対策委員長に再任。
  - 11月 - 外国人参政権推進の発言により、有権者からの抗議が殺到。警視庁に身辺警護を要請。
- 2010年（平成22年）
  - 6月2日 - 鳩山由紀夫民主党代表の辞任表明にともない、同日、国対委員長を辞任。
  - 6月7日 - 菅直人民主党代表のもと、民主党副代表と民主党広報委員長に就任。
- 2011年（平成23年）
  - 9月2日 - 野田内閣において国家公安委員会委員長に就任。初入閣。
- 2012年（平成24年）
  - 1月13日 - 野田改造内閣発足にともない、国家公安委員会委員長を退任。
  - 1月24日 - 民主党副代表に就任。
  - 7月9日 - 民主党を除籍。
  - 7月11日 - 国民の生活が第一の結党に参加。日本未来の党に合流。
  - 12月16日 - 第46回衆議院議員総選挙で落選。
- 2013年（平成25年）
  - 7月21日 - 第23回参議院議員通常選挙落選。
- 2019年（令和元年）
  - 5月21日 - 旭日大綬章を受章。

## 家族・親族
- 義父は小説家の山岡荘八（妻・秀江は山岡荘八の後妻の連れ子。山岡荘八の死後に秀江の母親と養子縁組を行う）。
- 妻と3男。三男の山岡達丸は衆議院議員（2期）[66]。